# Maria Stuart (Stefan Zweig)

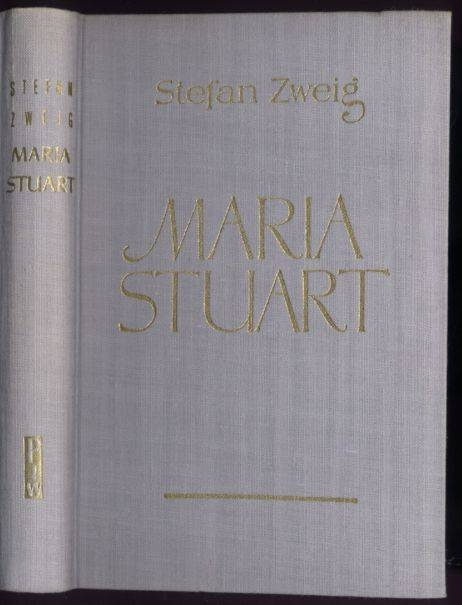
Erstausgabe bei Reichner

Maria Stuart, verfasst von Stefan Zweig, ist die bekannteste Biografie der schottischen Königin Maria Stuart aus der Feder eines deutschsprachigen Autors.
Zweig porträtiert die vor ihm oft gegensätzlich dargestellte Maria Stuart ebenso anschaulich wie Elisabeth I., ihre große Gegenspielerin auf dem englischen Thron. 1935 erstmals bei Reichner veröffentlicht, überzeugt die romanhafte Biografie bis heute Leser wie Kritiker durch „ungebrochene Suggestivität“, faktische Genauigkeit, psychologischen Scharfsinn, pointierte Urteile und sprachliche Brillanz.

## Inhalt
Maria Stuart ist gerade einmal sechs Tage alt, als sie Königin von Schottland wird. Sogleich beginnt man auch um sie zu werben, wobei das protestantische England unter Heinrich VIII. letztlich gegenüber dem stärksten Mitkonkurrenten, dem katholischen Frankreich unter Heinrich II., das Nachsehen hat. Als Fünfjährige bringt man Maria an den französischen Hof, wo ihr eine vorzügliche Bildung und Erziehung zuteilwird und sie Seite an Seite mit ihrem künftigen Gemahl, Franz II., aufwächst. Er ist 15 und sie 16, als sie den Thron Frankreichs besteigen. Ein gutes Jahr später ist Maria Witwe. Von ihrer Schwiegermutter Katharina de Medici verdrängt, kehrt sie 1561 in ihre Heimat zurück. Schottland ist religiös gespalten; obwohl selbst gläubige Katholikin bis in den Tod, weist Maria die aufstrebenden Protestanten – allen voran ihren Halbbruder Lord Moray, einen klug taktierenden Machtpolitiker – nicht in die Schranken.
Weniger nachgiebig zeigt sich Maria hingegen in einer anderen Frage, die noch weit mehr Konfliktpotenzial birgt. Sie erhebt Anspruch auf den englischen Thron. Elisabeth I., die diesen seit 1558 innehat, entstammt der zweiten Ehe Heinrichs VIII., deren Legitimität nicht unumstritten ist – ein Makel, der ihrer Großcousine Maria nicht anhaftet. Zwar wird Elisabeth im Vertrag von Edinburgh 1560 als Königin von England anerkannt, doch Maria weigert sich, diesen zu ratifizieren. Zudem führt sie in ihrem königlichen Wappen, neben der schottischen und französischen, auch die englische Krone. Ihr Wunsch, Elisabeth möge sie persönlich als ihre rechtmäßige Nachfolgerin anerkennen, erfüllt sich nicht. Ihre große Rivalin, die zeitlebens unvermählt und kinderlos bleibt, ist erst bereit einzulenken, als es gilt, einen der Brautwerber Marias zu verhindern, den sie als weitere Bedrohung empfindet – Lord Darnley, einen Enkel ihrer Tante und somit, wie Maria auch, Anwärter auf ihren Thron.
Elisabeths Zugeständnis kommt zu spät. Am 29. Juli 1565 wird die Ehe zwischen Maria und Darnley geschlossen. Wiewohl beiderseits auf Liebe gegründet, stellt sich bald schon Ernüchterung ein. Im gleichen Maß, wie Darnleys Arroganz zunimmt, verfliegt Marias Leidenschaft für ihn. Die Gunst, die sie nun ihrem italienischstämmigen Privatsekretär David Rizzio bezeigt, weckt Darnleys Eifersucht; zusätzlich genährt durch Gerüchte, das Kind, das Maria trägt, sei nicht von ihm. Auch den einheimischen Lords ist der fremde Emporkömmling ein Dorn im Auge. Beide Parteien schließen sich zu einem Mordkomplott zusammen, das sie mit voller Absicht im Gemach der Königin in ihrer Gegenwart vollziehen. Das brutale Verbrechen verändert Maria; von nun an beginnt auch sie zu taktieren und zu täuschen. Als Ersten hintergeht sie ihren Gatten; sie gewinnt ihn zurück, aber nur in der Absicht, den Rücken frei zu haben, um – mit Unterstützung tatkräftiger Männer, die sie ebenfalls auf ihre Seite zieht – die Zügel der Macht wieder fester in Händen zu halten. Der verwegenste ihrer Mitstreiter, der unabhängigste und ihr treuester zugleich, ist Bothwell.
Zu ihm entbrennt Maria in heißer Liebe. Wann und wie genau ihr gegenseitiges Vertrauen in Leidenschaft umschlägt, bleibt ungewiss; Ehebruch begehen beide. Der Eroberer Bothwell versteht ihre Beziehung als Episode, Maria als die Passion ihres Lebens. Halten und an sie binden kann ihn nur eins – die Krone. Frei ist diese nicht. Allerdings will man sich von dem, der sie trägt, dringend befreien, darüber sind sich die schottischen Lords mit Maria einig, noch bevor sie von ihrem Verhältnis mit Bothwell wissen; sie versichern ihr, das Richtige zu tun, das Wie solle sie ihnen überlassen. In der Nacht des 10. Februar 1567 kommt es zu einer gewaltigen Explosion in Kirk o' Field, wo Darnley sich aufhält; man findet ihn tot im Garten. Bothwell erwirkt vor Gericht seinen Freispruch und gilt gleichwohl als Hauptschuldiger. Dunkle Schatten fallen auch auf Maria; mehrere Indizien sprechen für ihre Mitwisser-, wenn nicht gar Mittäterschaft: ihre Rolle als Lockvogel für das Opfer, ihr beredtes Schweigen nach dessen Tod, die ebenso hastige wie heimliche Heirat mit Bothwell und die Agonie, in die sie danach verfällt. Die Lords wenden sich nun gegen sie; unter Druck trennt sie sich von Bothwell, dankt zugunsten ihres einjährigen Sohnes ab und wird in Loch Leven Castle festgesetzt. Nach einem Jahr entkommt sie spektakulär, schart Getreue um sich, unterliegt in einer Entscheidungsschlacht und flieht, auf politisches Asyl hoffend, weiter nach England.
Elisabeths erster Impuls ist, Maria ihrer königlichen Würde gemäß zu empfangen. Unter dem Einfluss ihrer Ratgeber rückt sie davon ab und macht zur Bedingung, zuvor müsse Maria von jeglichem Verdacht der Beihilfe zu Darnleys Ermordung befreit sein. Zunächst hält Maria dem entgegen, nur jemand ihres Ranges – sprich: Elisabeth selbst – als Richter anzuerkennen, lenkt aber schließlich ein und stellt sich der vom englischen Kronrat anberaumten „Konferenz“, auf der, als Hauptbelastungsmaterial gegen sie, auch ihre „Kassettenbriefe“ an Bothwell vorgebracht werden. Das Verfahren endet uneindeutig: Maria wird weder schuldig noch freigesprochen. Dieses Nicht-vor-noch-zurück wird nun zum Dauerzustand für sie über mehr als 15 Jahre. Zwar gewährt man ihr ein würdiges Leben, hält sie aber gefangen; zwar lässt man sie konspirieren, weiß aber über alles Bescheid. Erst Mitte der 1580er Jahre spitzt sich die Lage zuungunsten Marias zu: Ihr Sohn Jakob verweigert sich ihrem Versuch einer Aussöhnung und sichert sich stattdessen hinter ihrem Rücken die Thronfolge Elisabeths; ein Schmähbrief Marias an Elisabeth lässt eine Verständigung beider in weite Ferne rücken; die Gegenreformation bedroht akut das Leben der englischen Königin. Unter Federführung ihres Staatssekretärs Walsingham wird eine Intrige eingefädelt, die darauf abzielt, Maria dazu zu bringen, einen Anschlag auf Elisabeth schriftlich gutzuheißen. Das gelingt. Der Prozess gegen Maria endet mit dem Todesurteil. Elisabeth zögert ein halbes Jahr, bevor sie es unterzeichnet. Am 8. Februar 1587 wird Maria enthauptet.

Hauptpersonen
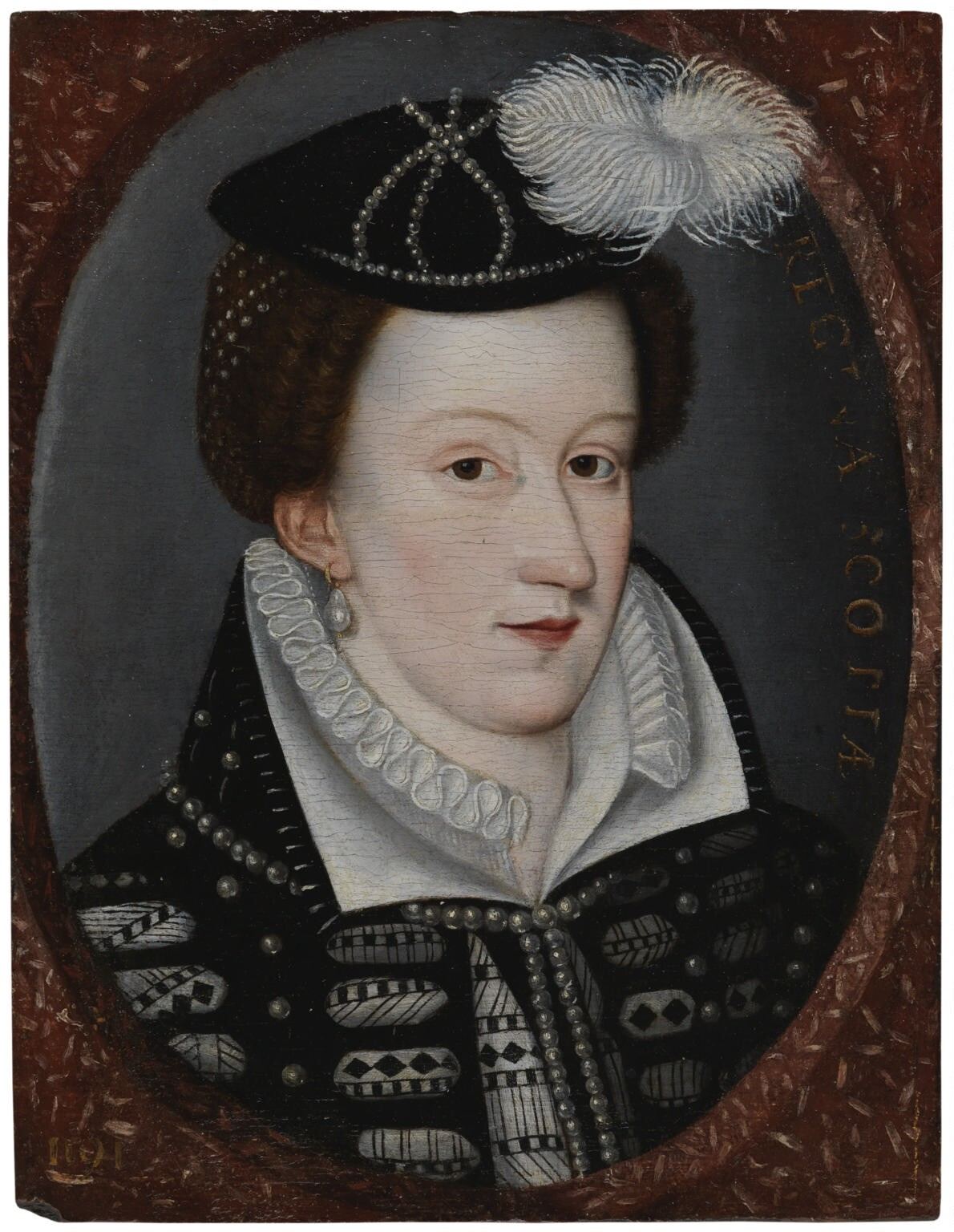
Maria Stuart
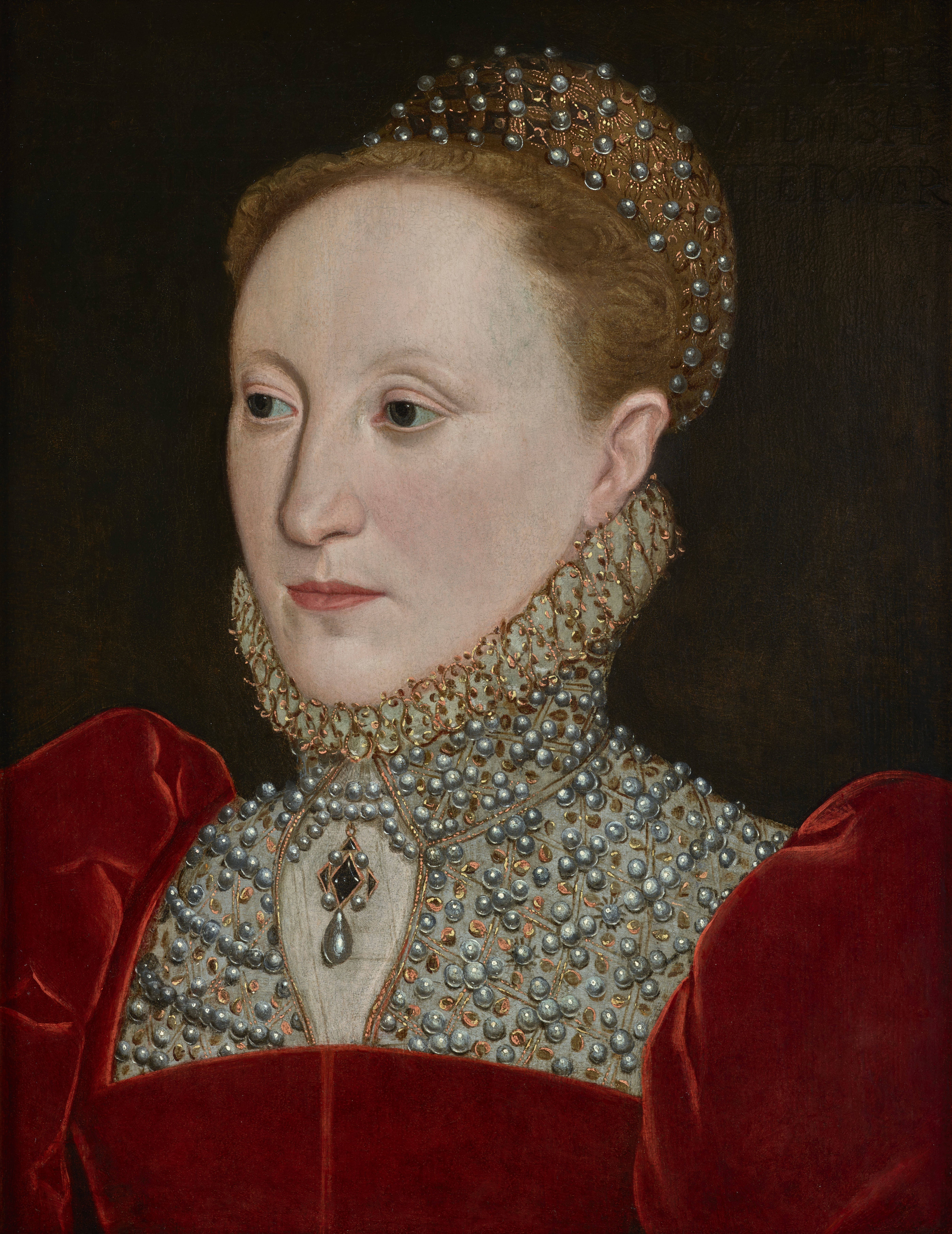
Elisabeth I.
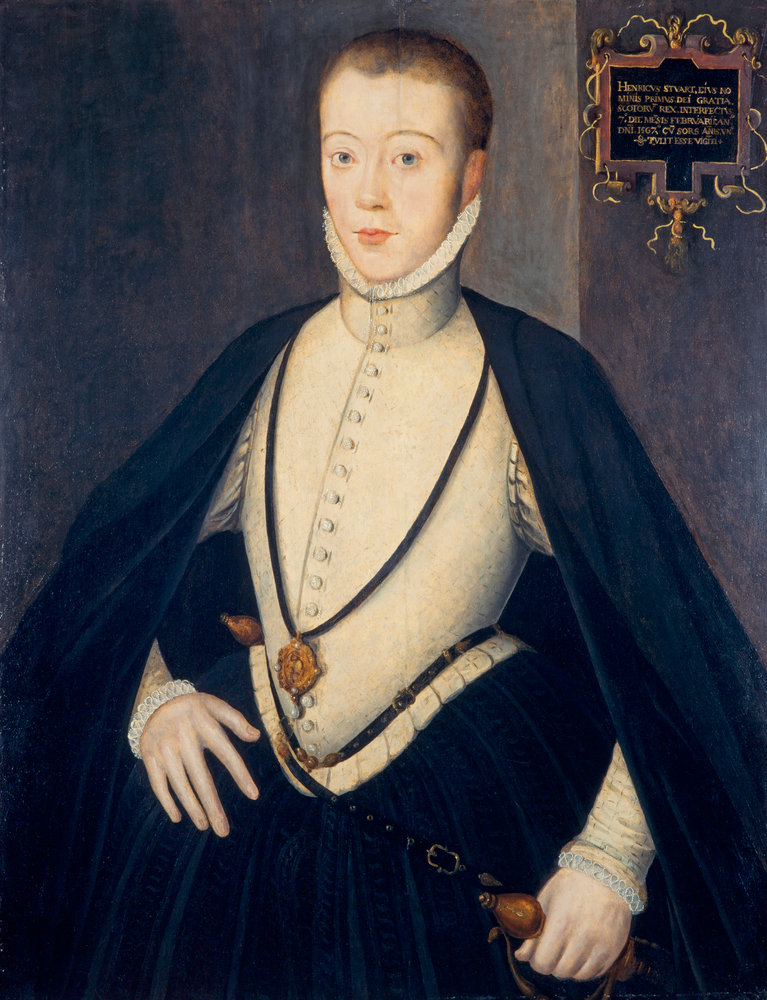
Lord Darnley
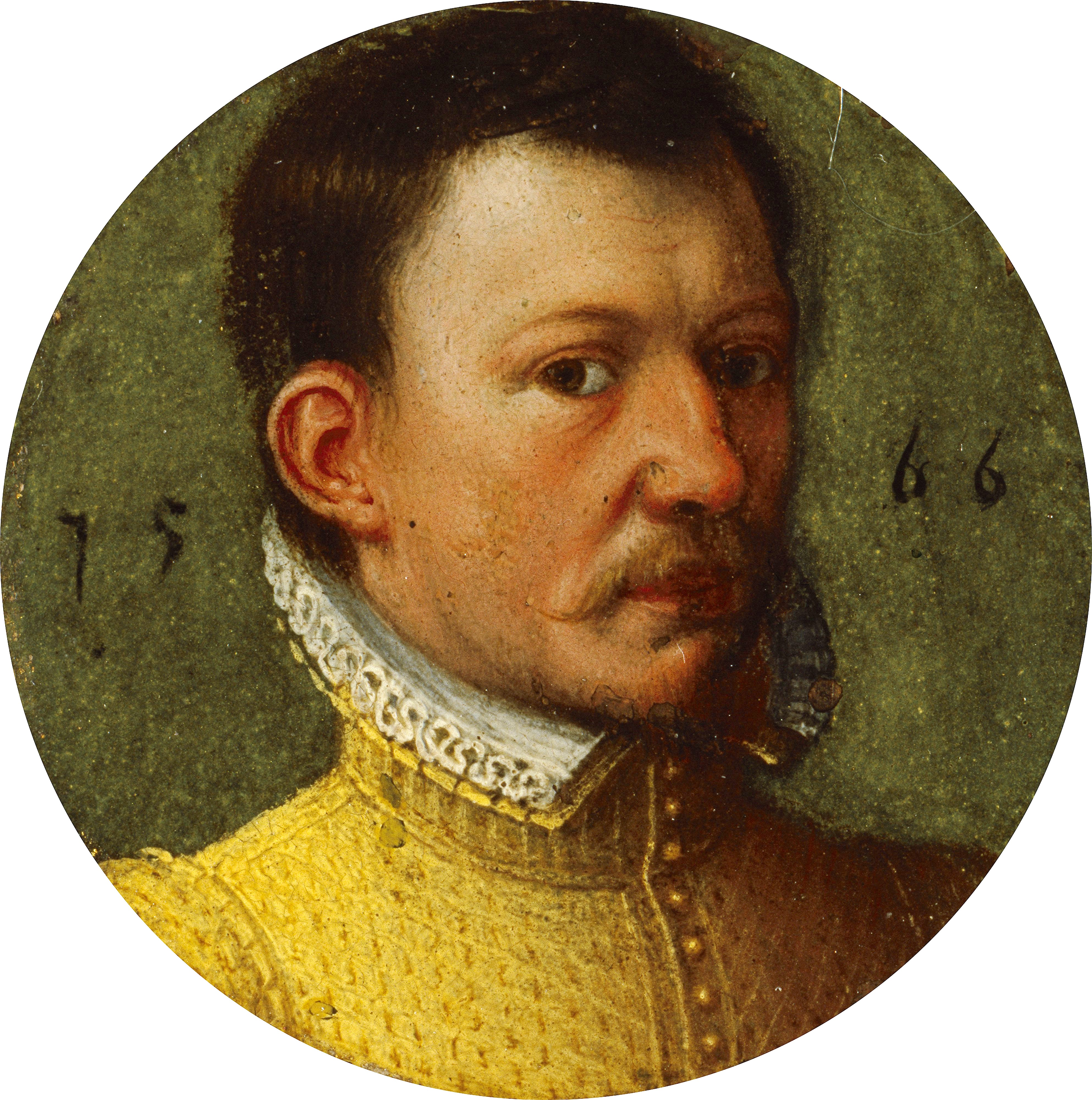
Bothwell
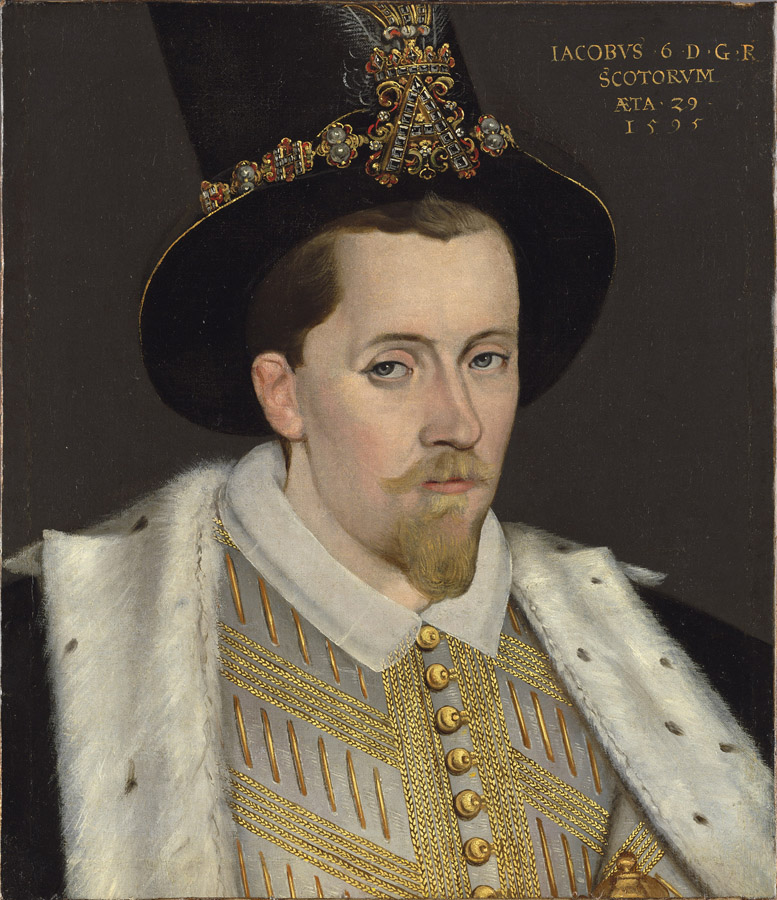
Marias Sohn Jakob

## Entstehung
Nach Abschluss seiner Arbeiten über Marie Antoinette und Erasmus von Rotterdam hatte Zweig, nach eigenem Bekunden, „genug von Biographien“ und wollte eigentlich „einen lange geplanten Roman“ schreiben. Ein Besuch im Londoner British Museum brachte ihn von seinem Vorhaben ab. Angeregt durch den dort ausgestellten handschriftlichen Bericht über die Hinrichtung Maria Stuarts, kaufte er sich ein Buch über sie. Es verklärte sie als „Heilige“. Das zweite, das er sich besorgte, behauptete „ungefähr genau das Gegenteil“. Darauf erkundigte sich Zweig nach einem „wirklich verläßlichen“ Buch über sie, doch keiner konnte ihm eins nennen. Das weckte seine Neugier vollends. Wochenlange Recherchen in Bibliotheken folgten, sodass er, „ohne es recht zu wissen“, selbst über Maria Stuart zu schreiben begann – erneut in Form einer Biografie. Als er Anfang 1934 nach Österreich heimfuhr, stand sein Entschluss fest, ins „liebgewordene“ London zurückzukehren, um sie dort „in Stille zu vollenden“. Im Jahr darauf wurde sie dann bei Reichner, Wien, erstveröffentlicht.

## Prämissen
Zu seiner Neugier bekennt sich Zweig gleich mit dem allerersten Satz: „Das Klare und Offenbare erklärt sich selbst, das Geheimnis aber wirkt schöpferisch.“ Damit zielt er direkt auf das, was Maria Stuart für viele, Leser wie Autoren, so anziehend macht, wofür sie als das „geradezu klassische Kronbeispiel“ gilt: ihr „unausschöpfbarer Geheimnisreiz“. Noch innerhalb der kurzen Einleitung jedoch schränkt Zweig dies ein und reduziert das „Mysterium“ Maria auf ein menschliches Maß: „An sich ist der Charakter der Maria Stuart gar nicht so geheimnisvoll: er ist uneinheitlich nur in seinen äußeren Entwicklungen, innerlich aber vom Anfang bis zum Ende einlinig und klar.“
Zweigs Neugier ist mit dieser Erkenntnis nicht erloschen, sie hat sich im Zuge der Recherchen nur verschoben. Was ihn als Biograf Marias entzündet, ist die Entdeckung, dass er in ihr den Typus einer Frau verkörpert sieht, die ihre Erlebnisfähigkeit nicht sorgsam auf ihre Lebensspanne verteilt, sondern in wenigen Jahren bündelt, in einer einzigen Leidenschaft auslebt. Dies ist die zentrale These seiner Deutung der Person Maria Stuart.
Neben dem Versprechen einer gewissen Entmystifizierung und der Verheißung auf einen „sehr seltenen und erregenden“ Frauentypus wirbt Zweig einleitend aber auch in eigener Sache. Aus seiner Sicht sind diejenigen, die ihm vorausgingen, seien es Biografen oder Dichter, fast ausnahmslos mit dem Makel behaftet, dass sie in irgendeiner Weise befangen waren, hauptsächlich national oder religiös. Davon sieht er sich selbst frei. Er nimmt für sich in Anspruch, nicht weniger „leidenschaftlich“ zu sein und doch zugleich „unparteiisch“; er kann und will Subjektivität nicht völlig ausschließen und strebt dennoch Urteile an, die er „mit bestem Wissen und Gewissen als Objektivität empfindet“; er weiß, dass „die ausschließliche Wahrheit“ unerreichbar ist und versteht sich, als Biograf, gleichwohl als „wirklicher Wahrheitssucher“.

## Form

### Genre
Die ebenso gründlich recherchierte wie leicht verständliche Biografie lässt sich keinem Subgenre eindeutig zuordnen. Zwar wird ein Verzeichnis der Hauptpersonen vorangestellt, ähnlich wie bei einem Drama; ein vollständiges Namens- oder Schlagwortregister fehlt hingegen. Vor allem aber verzichtet Zweig auf jeglichen Nachweis über die von ihm verwendeten Quellen. Obwohl er erkennbar aus vielen schöpft und alle richtungsweisenden Ereignisse aus Marias Leben einfließen lässt, erhebt seine Biografie daher keinen wissenschaftlich-akademischen Anspruch. Ein biografischer Roman ist Maria Stuart aber auch nicht. Anders als beispielsweise Schiller in seinem gleichnamigen Drama, erfindet Zweig nichts, was nicht überliefert wäre, weder Zitate noch ganze Szenen. Allerdings malt er diese aus, versetzt sich gelegentlich in die Innenwelt seiner Protagonisten und gibt deren mögliche Gedanken und Gefühle so wieder, als wären es tatsächliche. Zeitweise verfährt er also, ohne dies kenntlich zu machen, wie ein auktorialer Erzähler. Für den Leser wird das Geschilderte dadurch natürlich lebendiger. Auch der Gebrauch des historischen Präsens trägt dazu bei.

### Stil
Stellvertretend für viele andere Textpassagen, hier der Schluss des achten Kapitels, in dem die Planung und Ausführung des Mordes an Rizzio, Marias Privatsekretär, geschildert wird:

„Bis in die letzte Einzelheit ist die Verschwörung gelungen. Im Hofe schwimmt in einer Blutlache die zerfleischte Leiche ihres besten Dieners, an der Spitze ihrer Feinde steht der König von Schottland, denn ihm ist die Krone jetzt zugesprochen, indes sie selbst nicht einmal mehr das Recht besitzt, ihr eigenes Zimmer verlassen zu dürfen. Mit einem Ruck ist sie von der höchsten Stufe herabgestürzt, ohnmächtig, verlassen, ohne Helfer, ohne Freunde, umstellt von Haß und Hohn. Alles scheint für sie verloren in dieser furchtbaren Nacht; aber unter dem Hammer des Schicksals härtet sich ein heißes Herz. Immer findet gerade in den Augenblicken, da es ihre Freiheit, ihre Ehre, ihr Königtum gilt, Maria Stuart mehr Kraft in sich selbst als bei allen ihren Helfern und Dienern.“

Mehreres fällt ins Auge. Zum einen die Akkumulationen, Alliterationen und Metaphern – Beispiele für Stilmittel, die Zweig des Öfteren gebraucht. Zum anderen der, für ihn nicht untypische, „hohe Ton“. Drittens die Sorgfalt, die er auf die Gestaltung der Kapitelübergänge verwendet, indem er für gewöhnlich mit einer gedanklichen Verallgemeinerung und einer dramaturgischen Spannungssteigerung schließt – um beides dann mit dem ersten Satz des nachfolgenden Kapitels variierend zu wiederholen. Im vorliegenden Fall lautet der Anfangssatz von Kapitel 9: „Gefahr ist im menschlichen Sinne für Maria Stuart immer ein Glück.“

### Shakespeare
Analogien aus Literatur und Mythologie dienen Zweig dazu, insbesondere die Phase in Marias Leben noch tiefer auszuleuchten, die er mit „Tragödie einer Leidenschaft“ überschreibt: ihre Beziehung zu Bothwell, dem vermutlichen Hauptdrahtzieher bei der Ermordung ihres zweiten Mannes, Lord Darnley. Erhellendes findet sich in mehreren der bekanntesten Dramen Shakespeares, den Zweig als Zeitgenossen Marias und Elisabeths zu Rate zieht und als Kenner der menschlichen Psyche bewundert. So vergleicht er Shakespeares Idee, Romeos großer Liebe zu Julia eine „Verliebtheit in irgendeine Rosalinde“ vorausgehen zu lassen, mit den zwei Phasen des Erwachens von Marias Liebesleidenschaft: zunächst entzündet durch die Begegnung mit Darnley, dann voll entfacht durch die mit Bothwell. Marias Hast bei ihrer dritten Heirat wiederum erinnert ihn an Hamlets Mutter Gertrud, die ebenso überstürzt den Mörder ihres Gatten ehelicht. Als das Referenzdrama schlechthin gilt Zweig Macbeth, weniger des Schauplatzes (Schottland) und des Verbrechens (Königsmord) wegen als vielmehr, weil die Seelenzustände der Protagonisten nach vollbrachter Tat sich frappierend ähneln: zunehmende Verhärtung bei Macbeth/Bothwell; Einsamkeit, Freudlosigkeit, Agonie bei Lady Macbeth/Maria. Die Frage, ob dies als Schuldeingeständnis auch für Maria zu werten ist, lässt Zweig offen.

### Wertungen
Der Leser von Zweigs Biografie gewinnt von allem, den geschilderten Ereignissen wie den darin verwickelten Personen, ein klares Bild. Das liegt zunächst einmal daran, dass der Autor sich von allem, was er erzählt, selbst ein klares Bild gemacht hat. Dass er seine Erzählung beständig auch mit Wertungen versieht, wird dem Leser mitunter erst bewusst, wenn Zweig sich dezidiert distanziert; das tut er nicht oft, und nur einmal namentlich (Schiller). Dass er, wenn andere Beurteilungskriterien versagen, als „letzten Maßstab“ die Psychologie zu Rate zieht, gehört zu seinen Prämissen, auf die er sich eingangs festgelegt hat. Nicht selten argumentiert er aber auch historisch und politisch. Der „künstlichen und unwahrhaftigen“ Legende beispielsweise, die Maria im Nachhinein zur schottischen Patriotin stilisieren will, setzt er entgegen, damalige Herrscher hätten noch nicht national gedacht, mit einer Ausnahme – Elisabeth.
Dieser Unterschied, den Zweig an anderer Stelle noch verallgemeinert – Maria sei generell mehr dem Alten verhaftet und Elisabeth eher dem Neuen zugewandt gewesen – ist nur eins von vielen Beispielen, das zeigt, dass der Autor gerade in der für seine Glaubwürdigkeit so entscheidenden Frage, ob er beiden Königinnen gleichermaßen gerecht wird, keinesfalls einseitig Partei ergreift für die, deren Titel seine Biografie trägt. Beiden bekundet er Lob wie Kritik, Hochachtung ebenso wie Unverständnis. Dennoch gibt es dazu auch andere Ansichten. Anka Muhlstein beispielsweise beurteilt in ihrer Doppelbiografie über die beiden Königinnen Zweigs Position wie folgt: „Der von ihr [Maria Stuart] faszinierte Schriftsteller entschuldigt alle Fehler seiner Heldin und wirft einen gnadenlosen Blick auf ihre Rivalin [Elisabeth I.], deren Schuld es wäre, nicht wie alle anderen Frauen zu sein.“ Dieter Wunderlich, der diese Äußerung in seiner Rezension von Zweigs Biografie zitiert, widerspricht ihr entschieden. Anlass zur Kritik sieht er eher in dem Frauenbild, das sich in manchen Aussagen Zweigs ausdrücke.

## Maria und Elisabeth
Das sechste Kapitel, einer der analytischen Kristallisationspunkte des Buches, widmet Zweig dem Vergleich zwischen den zwei Hauptpersonen seiner Biografie, Maria Stuart und Elisabeth I. Beide erweisen sich nicht nur im dramaturgischen Sinne als Protagonistin und Antagonistin. Während Zweig das ihnen Gemeinsame auf einer knappen Seite abhandelt, verwendet er nicht weniger als zehn auf die Unterschiede. Die wichtigsten Gemeinsamkeiten zwischen Maria und Elisabeth gewinnt er durch eine einfache Gegenüberstellung: Gemessen an ihren zeitgenössischen männlichen Pendants auf Europas Königsthronen, seien beide Frauen Persönlichkeiten „größten Formats“ gewesen und hätten jene an Intelligenz, Bildung, Kunstsinn und Ehrgeiz bei weitem überragt. Davon abgesehen verkörperten sie jedoch ein geradezu idealtypisches Gegensatzpaar.
Den in seinen Augen diametralen Verlauf ihrer „Lebenslinien“ skizziert er so: „Elisabeth hat es im Anfang schwer und Maria Stuart am Ende. Maria Stuarts Glück und Macht steigen leicht, hell und schnell auf wie ein Morgenstern am klaren Himmel; […] aber ebenso steil und jäh vollzieht sich ihr Sturz.“ Ihr in einigen wenigen Katastrophen kulminierendes Leben prädestiniere sie geradezu für die Tragödie, wogegen eine „episch breite Darstellung“ sich besser eigne, um Elisabeths „langsam und beharrlich sich vollziehenden Aufstieg“ nachzuzeichnen. Der biografische Gegensatz zwischen beiden Königinnen („daß die eine mit der Krone geboren ist wie mit dem eigenen Haar, während die andere sich ihre Stellung erkämpft, erlistet, erobert hat“) musste, so Zweigs Überzeugung, zwingend ihre Charaktere „bis tief hinein in jede Schwingung und Tönung“ unterschiedlich prägen. Gleichwohl habe jede daraus eine andere Kraft entwickelt.
„Bei Maria Stuart erzeugt die Leichtigkeit und Mühelosigkeit, mit der sie alles – zu früh! – zugeteilt bekam, eine ganz ungewöhnliche Leichtfertigkeit und Selbstsicherheit, sie schenkt ihr jenen verwegenen Wagemut, der ihre Größe ist und ihr Verhängnis. […] Rasch und hitzig wie einen Schwertgriff faßt sie ihre Entschlüsse, und so, wie sie als verwegene Reiterin mit einem Riß am Zügel […] über Hürden und Hindernisse hinwegsetzt, meint sie auch, über alle Schwierigkeiten und Fährnisse der Politik mit dem bloßen beschwingten Mut hinüberstürmen zu können.“ Herrschen bedeute für sie „eine Steigerung der Daseinslust, ein Kampfspiel ritterlicher Art“, für Elisabeth hingegen „ein Schachspiel, ein Denkspiel, eine stete gespannte Anstrengung. […] Vorsichtig und ängstlich, als wären sie aus Glas […], hält Elisabeth Krone und Zepter fest; eigentlich verbringt sie ihr ganzes Leben in Sorge und Unentschlossenheit.“ Dennoch habe sich ihr „ewiges Zaudern und Zögern“ auf lange Sicht im staatspolitischen Sinne als große Stärke erwiesen. „Denn wenn Maria Stuart nur sich selbst, so lebt Elisabeth ihrem Lande, sie nimmt als Realistin ihr Herrschertum pflichthaft, Maria Stuart dagegen, die Romantikerin, ihr Königtum als völlig unverpflichtende Berufung.“
Es sei darum kein Zufall gewesen, so Zweig, „daß Maria Stuart die Vorkämpferin der alten, der katholischen Religion gewesen und Elisabeth Schirmherrin der neuen, der reformatorischen. […] Maria Stuart – und dies macht ihre Figur so romantisch – steht und fällt für eine vergangene, für eine überholte Sache als ein letzter kühner Paladin. […] [Sie] beharrt starr im Übernommenen, sie kommt über die dynastische Auffassung des Königtums nicht hinaus. Das Land ist nach ihrer Meinung an den Herrscher gebunden, nicht aber der Herrscher an sein Land; eigentlich ist Maria Stuart all diese Jahre nur Königin über Schottland gewesen und niemals eine Königin für Schottland.“ Das genaue Gegenteil, aus Zweigs Sicht, verkörpert Elisabeth. „Aus ihrem Unglück als Frau hat [sie] das Glück ihres Landes gestaltet. Ihren ganzen Egoismus, ihre ganze Machtleidenschaft hat die Kinderlose, die Männerlose ins Nationale umgestaltet. […] Nichts hat Elisabeth einen solchen Rang unter den Monarchen jener Epoche gegeben, als daß sie nicht Herrin über England sein wollte, sondern bloß Verwalterin des englischen Volkswillens, Dienerin einer nationalen Mission; sie hat den Zug der Zeit verstanden, der vom Autokratischen ins Konstitutionelle führt.“
Als „großartig“ bezeichnet Zweig zusammenfassend den Gegensatz zwischen Maria und Elisabeth „in Raum, Zeit und seinen Gestalten“, um sein Lob im gleichen Satz durch einen Tadel einzuschränken: „Wäre doch nur die Art nicht so erbärmlich kleinlich, in der er durchfochten wird!“ Schuld an diesem Mangel, so meint er ohne Umschweife, sei „die Schwäche ihres Geschlechts“, der Umstand, dass „trotz ihrem überragenden Format beide Frauen immerhin Frauen bleiben“. Spekulativ fährt er fort: „Ständen statt Maria Stuart und Elisabeth zwei Männer, zwei Könige gegenüber, es käme sofort zu scharfer Auseinandersetzung, zu klarem Krieg. Anspruch stellte sich schroff gegen Anspruch, Mut gegen Mut. Der Konflikt Maria Stuarts und Elisabeths dagegen entbehrt dieser hellen männlichen Aufrichtigkeit, er ist ein Katzenkampf, ein Sich-Umschleichen und Belauern mit verdeckten Krallen, ein hinterhältiges und durchaus unredliches Spiel. […] Nein, die Chronik des Krieges zwischen Elisabeth und Maria Stuart […] ist kein Heldenlied, sondern ein perfides Kapitel aus Machiavelli, psychologisch zwar ungemein erregend, aber moralisch abstoßend, weil eine zwanzigjährige Intrige und nie ein ehrlicher, klingender Kampf.“
Neben diesem Ränkespiel, worin sich beide Frauen eher ähneln als unterscheiden, gibt es noch einen zweiten Vergleichsaspekt, den Zweig – vielleicht nicht weniger angreifbar – als einen primär geschlechtsspezifischen behandelt. Er betrifft ihre Fähigkeit, oder Bereitschaft, zu persönlicher Liebe, Bindung, Hingabe. Hier liegt der Gegensatz offen zutage: Was die Eine entschlossen gesucht, hat die Andere ewig schwankend gemieden; Maria hat drei Mal geheiratet und drei Kinder zur Welt gebracht (darunter eine Fehlgeburt von Zwillingen), Elisabeth bleibt trotz zahlreicher Werbungen unvermählt und kinderlos. Elisabeths „Unglück als Frau“ ist bis heute nicht zweifelsfrei ergründet, auch Zweig fügt den Spekulationen keine eigenen hinzu und zitiert lediglich zwei zeitgenössische Quellen, darunter Maria, die diesen wunden Punkt in ihrem Schmähbrief nicht auslässt (Elisabeth sei körperlich „nicht wie alle andern Frauen“). Immerhin scheint Zweig „gewiß, daß eine körperliche oder seelische Hemmung [Elisabeth] in den geheimsten Zonen ihres Frauentums verstört hat“. Aus ihrer „innern Unsicherheit“ erklärt sich ihm auch das „Unberechenbare ihrer Entschlüsse“ und letztendlich auch, dass sie einer „völligen Selbsthingabe“ nicht fähig gewesen sei.
Genau in diesem Punkt, der „völligen Selbsthingabe“, ist Zweig von Marias individueller Entfaltung fasziniert. Dass er sie so eng an eine vermeintliche Geschlechtsspezifik bindet, wirkt freilich aus heutiger Sicht etwas antiquiert, wenn nicht gar unangemessen. – In jungen Jahren habe Maria lange Zeit „weibliche Zurückhaltung“ geübt, sei „auffallend sensitiv (wie jede wahrhaft weibliche Natur)“ gewesen, bevor sie dann „ihre eigentliche, ihre wahre Kraft erst an einer Leidenschaft – im ganzen nur einmal in ihrem Leben“ entdeckt habe. „Da aber spürt man, wie ungemein stark sie Frau ist, wie sehr triebhaftes und instinkthaftes Wesen, wie willenlos gekettet an ihr Geschlecht. Denn in diesem großen Moment ihrer Ekstase schwinden plötzlich wie weggerissen die oberen, die kulturellen Kräfte in der bislang kühlen und gemessenen Frau dahin […], und vor die Wahl gestellt zwischen ihrer Ehre und ihrer Leidenschaft, bekennt sich Maria als wirkliche Frau nicht zu ihrem Königtum, sondern zu ihrem Frauentum. […] Nichts schenkt ihrer Gestalt eine solche Großzügigkeit, als daß sie um einzelner volldurchlebter Daseinsaugenblicke willen Reich und Macht und Würde geradezu verächtlich hingeworfen hat.“

## Rezeption
„Psychologische Deutungen altern rasch wie aller Zeitgeist, aber Stefan Zweigs Schilderung wirkt kaum verstaubt, sondern ungebrochen suggestiv […] Er bedient sich des Kunstgriffs, Geschichte, das zufällige, verworrene Geschehen erst in ein klares Bild zu fassen, Spieler und Gegenspieler zu charakterisieren, als habe er sie gekannt […] Dann erst, nachdem ihm alles Poesie, Episode eines Romans, Novelle oder Szene eines Dramas geworden ist, deutet er.“

Maria Stuart stieß auf große Begeisterung. Die Biographie wurde bereits 1935 in zehn Sprachen übersetzt; inzwischen gibt es Übersetzungen in 31 Sprachen und sie wurde in internationalen Zeitungen rezensiert. Joseph Gregor, Theaterwissenschaftler und Zweigs Nachfolger als Librettist für Richard Strauss, vergleicht sie in der Neuen Freien Presse mit den stärksten Novellen Zweigs und schreibt: 

„…[u]nd das ist das Rühmendste, das sich von der historischen Dichtung sagen läßt, denn ihre Gestalten treten auf – nicht als lebten sie oder hätten sie gelebt, sondern als lebten und wirkten sie in uns selbst.“

Strauss selbst äußert sich in einem Brief vom 4. Mai 1935 an Zweig zu dem Werk und bezeichnet es als „sehr interessant“, hebt aber im gleichen Satz den „genialen Instinkt“ hervor, mit dem Schiller „auch hier wieder das essentielle des Stoffes erfaßt“ habe. Die auf Zweigs Werk basierende Oper Maria Stuart mit einem Libretto von Jakow Gordin und der Musik von Sergei Michailowitsch Slonimski wurde 1984 in Leipzig gezeigt, nachdem sie in Russland uraufgeführt worden war.